# Karlsruhe (F212)
Pour les autres navires du même nom, voir Karlsruhe (navire).
Le Karlsruhe (F212) est une frégate de la classe Bremen en service dans la marine allemande de 1984 à 2017.
Il est le sixième navire de la classe lancé et le cinquième navire à servir dans l'une des marines allemandes à porter le nom de la ville de Karlsruhe, ville du Bade-Wurtemberg.
Il est actuellement désarmé, en attente d'élimination en tant que navire cible.

## Construction
Le Karlsruhe est mis sur cale en mars 1981 dans les chantiers de Howaldtswerke de Kiel et lancé le 8 janvier 1982. Après ses essais, le Karlsruhe est mis en service le 19 avril 1984. Au cours de sa carrière ultérieure, il est basé à Wilhelmshaven dans le cadre du 4. Fregattengeschwader, formant une composante de l'Einsatzflottille 2.

## Modernisations et rôles
Le Karlsruhe, comme les autres navires de sa classe, subit plusieurs carénages et améliorations pendant sa carrière. Au cours de son service dans la mer Adriatique au milieu des années 1990, il est temporairement équipé du Goalkeeper CIWS, un système de défense aérienne. En 1995, il reçoit le système RIM-116 Rolling Airframe Missile et, en 1998, est équipé d'un nouvel ordinateur central et d'une antenne radar TRS 3D/32, remplaçant l'antenne de surveillance aérienne et maritime DA 08. Avec la fin de la guerre froide, son rôle change, passant de la protection des convois, de la chasse aux sous-marins et de la guerre navale générale, à des missions internationales de maintien de la paix et d'intervention.

## Historique
Après sa mise en service, le Karlsruhe participe à plusieurs déploiements internationaux. D'août à décembre 1993, il est actif en mer Adriatique dans le cadre de l'opération Sharp Guard de l'OTAN, le blocus maritime de l'ex-Yougoslavie pendant les guerres yougoslaves. De février à avril 1994, il est déployé dans le cadre de l'opération Southern Cross, l'élément maritime du Deutscher Unterstützungsverband Somalia, la composante allemande de l'opération des Nations Unies en Somalie II. De décembre 1995 à avril 1996, le Karlsruhe est de nouveau en service dans le cadre de l'opération Sharp Guard.

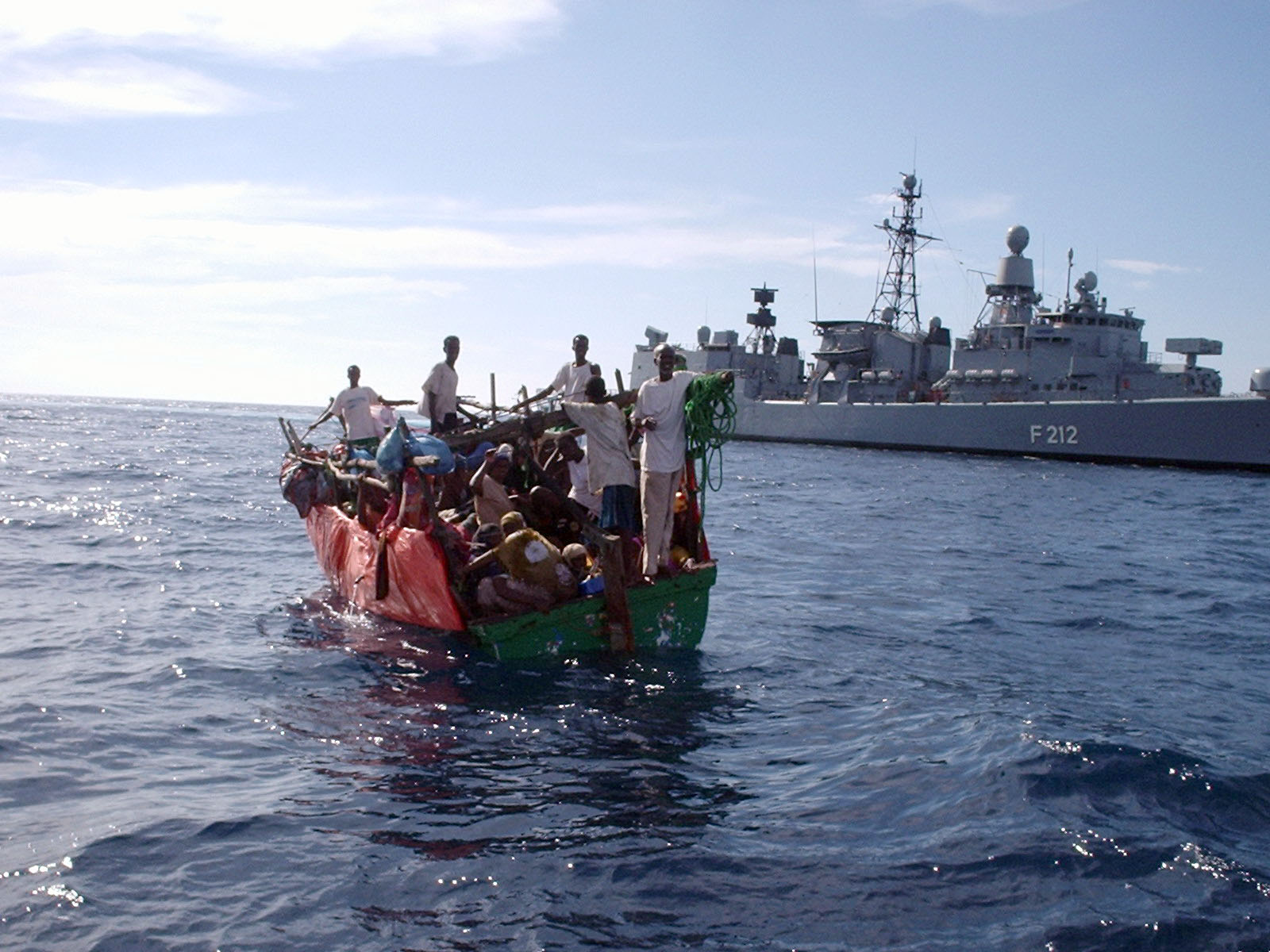
Le Karlsruhe secourant des naufragés au large des côtes somaliennes lors d'une mission dans le cadre de l'opération Enduring Freedom, avril 2005.

D'octobre 2001 à février 2002, le Karlsruhe participe à l'opération Active Endeavour, une mission antiterroriste en Méditerranée orientale. Cette mission est suivi d'un service à l'appui de l'opération Enduring Freedom – Corne de l'Afrique, une nouvelle mission antiterroriste, s'étalant de juin à octobre 2002, puis de mars à septembre 2005. Son déploiement suivant a lieu dans le cadre de la force intérimaire des Nations Unies au Liban, de septembre 2006 à mars 2007, suivi d'un service en Méditerranée et au Moyen-Orient au sein du Standing NATO Maritime Group 2 en 2008. Le Karlsruhe participe ensuite à plusieurs déploiements dans le cadre de l'opération Atalante, la mission anti-piraterie de l'UE au large de la Corne de l'Afrique. Le premier se déroule de décembre 2008 à février 2009, suivi d'un second d'août à décembre 2009, avec un troisième et dernier déploiement de novembre 2012 à avril 2013.
De mars à juin 2016, le Karlsruhe participe à l'opération Sophia en Méditerranée, au cours de laquelle il sauve un total de 663 personnes victimes de naufrages et d'autres incidents maritimes,,. Son dernier déploiement se déroule de juin à septembre 2016, en tant que vaisseau amiral du Standing NATO Maritime Group 2. Le navire est relevé par la frégate néerlandaise HNLMS De Ruyter à compter du 1er septembre 2016. Le Karlsruhe rentre à Wilhelmshaven le 16 décembre 2016, après 183 jours de mission.
Le navire est retiré du service le 16 juin 2017 et remis à la Wehrtechnische Dienststelle 71, la division de recherche technique sur les armes de la marine, en vue d'une utilisation comme navire d'essai et de cible. Après avoir été équipé de capteurs, il doit être éliminé en 2018 dans le cadre d'une série de tests visant à déterminer les effets de diverses munitions et armes, en particulier celles utilisées dans la guerre asymétrique, comme les armes plus petites et les roquettes actuellement utilisées par les groupes terroristes et pirates lors d'attaques. Depuis avril 2018, le Karlsruhe est amarrée à l'arsenal naval de Kiel (situation en juin 2023).